# Platypalpus versutus
Platypalpus versutus är en tvåvingeart som beskrevs av Axel Leonard Melander 1924. Platypalpus versutus ingår i släktet Platypalpus och familjen puckeldansflugor. Inga underarter finns listade i Catalogue of Life.